# Гран-при Индустрии дель Мармо 2024
35-й выпуск  Гран-при Индустрии дель Мармо — шоссейной однодневной велогонки по дорогам Италии. Гонка прошла 12 мая 2024 года в рамках Европейского тура UCI 2024 (категория 1.2U). Победу одержал итальянский велогонщик Томмасо Дати.

## Участники
В гонке заявлено участие 30 команд.
| UCI ProTeam- VF Group-Bardiani CSF-Faizané UCI Continental Teams (15)- Zalf Euromobil Fior - Ljubljana Gusto Santic - Team Skyline - Tirol KTM Cycling Team - UAE Team Emirates Gen Z - UC Monaco - Beltrami TSA-Tre Colli - Biesse-Carrera - CTF Victorious - General Store-Essegibi-F.Lli Curia - MBH Bank Colpack Ballan - MG.K Vis Colors For Peace - Q36.5 Continental - Team Technipes #inEmiliaRomagna - Work Service-Vitalcare-Dynatek Любительские, клубные или региональные команды (11)- Rostese Giant ASD - Gallina-Ecotek-Lucchini - Gragnano Sporting Club - Maltinti Lampadari-Banca di Cambiano - Petroli Firenze-Hopplà - Team Bike Sicilia - Multicar Amarù - Mastromarco Sensi Nibali - Overall Cycling Team - Solme-Olmo - Velo Club Empoli - Namedsport-MI Impianti |
| |

## Маршрут
Трасса будет проходить, как обычно, по неоднородной территории включая равнинную местность и горные участки Апуанских Альп, общей протяженностью 178 километров. Старт гонки состоится вдоль Виале Коломбо в Марина-ди-Каррара, который также является конечной точкой гонки.

## Ход гонки
Ближе к финишу сформировалась группа из пяти итальянских велогонщиков, где первым стал Томмасо Дати.

## Результаты
| \| Генеральная классификация \| Генеральная классификация \| Генеральная классификация \| Генеральная классификация \| Генеральная классификация \| \| Гонщик \| Гонщик \| Команда \| Время \| \| \| ------------------------- \| ------------------------- \| ----------------------------- \| ------------------------- \| ------------------------- \| \| 1-й \| Tommaso Dati \| Biesse-Carrera \| 4ч 08' 52 \| \| \| 2-й \| Мануэль Ойоли \| Q36.5 Continental \| + 0 \| \| \| 3-й \| Filippo Turconi \| VF Group-Bardiani CSF-Faizanè \| + 0 \| \| |                 |                               |           |
| |                 |                               |           |
| Источник: ProCyclingStats |                 |                               |           |
| Генеральная классификация |                 |                               |           |
| Гонщик | Гонщик          | Команда                       | Время     |
| 1-й | Tommaso Dati    | Biesse-Carrera                | 4ч 08' 52 |
| 2-й | Мануэль Ойоли   | Q36.5 Continental             | + 0       |
| 3-й | Filippo Turconi | VF Group-Bardiani CSF-Faizanè | + 0       |